# Bólax
Bólax (en griego antiguo: Βώλαχ) fue una antigua ciudad griega del distrito de Trifilia, perteneciente este a la región de Élide. Estaba emplazada al norte de la cordillera del Kaiaphas.
Bólax se rindió  junto a otras ciudades trifilias a Filipo V de Macedonia en la Guerra Social (200-217  a. C.).
Su ubicación precisa se desconoce, ya que no se ha localizado.